# Lomadonta callipepla
Lomadonta callipepla är en fjärilsart som beskrevs av Collenette 1961. Lomadonta callipepla ingår i släktet Lomadonta och familjen tofsspinnare. Inga underarter finns listade i Catalogue of Life.